# Sävja
Sävja is een plaats in de gemeente Uppsala in het landschap Uppland en de provincie Uppsala län in Zweden. De plaats heeft 9414 inwoners (2005) en een oppervlakte van 391 hectare.

## Verkeer en vervoer
Bij de plaats lopen de E4 en Länsväg 255.